# Danick Snelder
Danick Snelder (n. 22 mai 1990, în Pijnacker) este o handbalistă neerlandeză care joacă pentru clubul german SG BBM Bietigheim. Snelder, care evoluează pe postul de pivot, este căpitanul echipei naționale a Țărilor de Jos și a participat cu aceasta la Campionatul Mondial din 2011, desfășurat în Brazilia. În 2015, ea a câștigat cu Olanda medalia de argint la Campionatul Mondial din Danemarca, iar în 2016, medalia de argint la Campionatul European din Suedia. La Campionatul Mondial din 2019 a câștigat medalia de aur cu echipa Olandei.

## Palmares
Club
- Magyar Kupa:
  -  Câștigătoare: 2017

- Campionatul Germaniei:
  - Câștigătoare: 2022

- Cupa Germaniei:
  - Câștigătoare: 2021, 2022

- Cupa EHF:
  - Câștigătoare: 2022

- Cupa Cupelor EHF:
  - Semifinalistă: 2013

Echipa națională
- Campionatul Mondial:
  -  Medalie de aur: 2019
  -  Medalie de argint: 2015
  -  Medalie de bronz: 2017

- Campionatul European:
  -  Medalie de argint: 2016